# Trioza zagoda
Trioza zagoda är en insektsart som beskrevs av Caldwell 1944. Trioza zagoda ingår i släktet Trioza och familjen spetsbladloppor. Inga underarter finns listade i Catalogue of Life.